# Stayen (wijk)
Stayen (ook: Staden of Staaien) was een gehucht en is tegenwoordig een wijk van Sint-Truiden, gelegen ten zuidwesten van het historische stadscentrum.
In 1065 stichtte abt Adelardus II van de Abdij van Sint-Truiden hier een kapel, de Kapel van Stayen. Deze kapel werd gesloopt na de Tweede Wereldoorlog.
Tegenwoordig bevindt zich in deze wijk een voetbalstadion, eveneens Stayen genaamd van Sint-Truidense Voetbalvereniging.
Verdere bezienswaardigheden in deze wijk zijn:
- De Stayenmolen, een watermolen op de Molenbeek.
- Hof van Stayen, een hoeve met kern uit de 17e eeuw, aan Tienenseweg 229-231

## Nabijgelegen wijken en kernen
Ten zuidoosten van Stayen ligt de wijk Ziekeren, ten noordoosten vindt men de stadskern van Sint-Truiden, in het noorden Nieuw-Sint-Truiden, in het westen Wilderen, en in het zuidwesten Halmaal.